# Municipio Roma XVII
Municipio Roma XVII, già Circoscrizione XVII, fu il nome della diciassettesima suddivisione amministrativa di Roma Capitale, in parte ricadente nell'area nord-ovest del centro storico.
Con la delibera numero 11 dell'11 marzo 2013, l'Assemblea Capitolina lo accorpa con l'ex Municipio Roma I ed istituisce il nuovo Municipio Roma I.

## Geografia fisica

### Territorio
Il suo territorio era suddiviso in tre Zone Urbanistiche e la sua popolazione così distribuita:
| M. Roma XVII (Prati) |        |
| 17a Prati            | 20.538 |
| 17b Della Vittoria   | 27.750 |
| 17c Eroi             | 21.199 |
| Non Localizzati      | 128    |
| Totale               | 69.615 |

Il territorio si estendeva sui seguenti rioni:
- R. XIV Borgo

- R. XXII Prati

e sui seguenti quartieri:
- Q. XIV Trionfale

- Q.XV Della Vittoria

I confini erano:
- ponte Principe Amedeo di Savoia Aosta - piazza della Rovere - piazza S. Uffizio - piazza San Pietro - mura della Città del Vaticano
- viale Vaticano - Porta Pertusa - ferrovia metropolitana FR3 - via Anastasio II - via Pietro De Cristofaro - via Simone Simoni - via Antonio Labriola
- via Platone - via Trionfale - via Igea - via della Camilluccia - via Edmondo De Amicis - Stadio Olimpico - viale delle Olimpiadi - via Roberto Morra di Lavriano
- Tevere da lungotevere della Vittoria a lungotevere in Sassia.

## Presidenti del Municipio
| Periodo | Periodo | Primo cittadino     | Partito             | Carica     | Note |
| ------- | ------- | ------------------- | ------------------- | ---------- | ---- |
| 2006    | 2013    | Antonella de Giusti | Partito Democratico | Presidente |      |